# Литвинов, Руслан Романович
Русла́н Рома́нович Литви́нов (род. 18 августа 2001, Воронеж) — российский футболист, полузащитник московского «Спартака» и сборной России.

## Клубная карьера

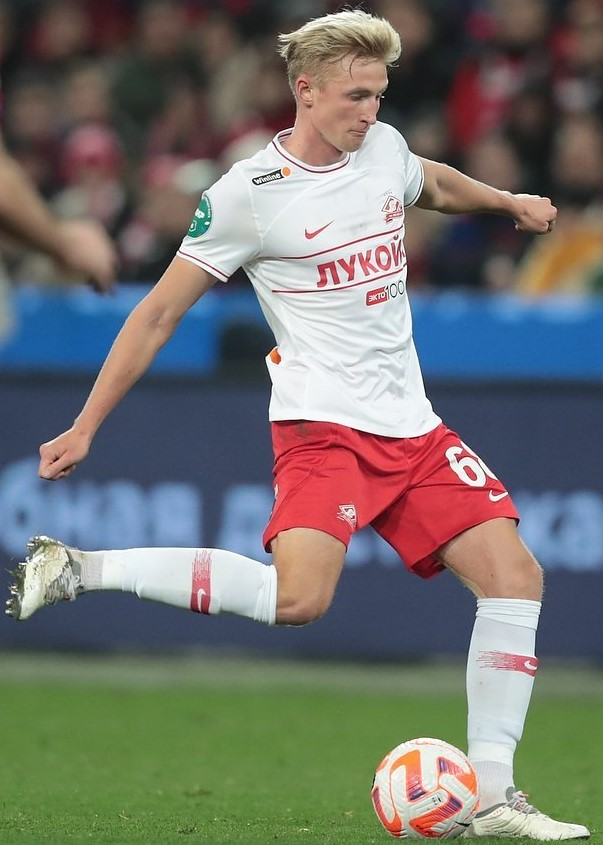
Литвинов в составе «Спартака» в 2022 году

Начал заниматься футболом в родном Воронеже, в «Футбольном центре Валерия Шмарова-73» в возрасте четырёх лет. Первый тренер — Андрей Юрьевич Черноусов. На одном из турниров в Ефремове Литвинова заметили скауты московского «Спартака», после чего позвонили его отцу и предложили съездить на просмотр. Руслан ездил на просмотр пять раз, в итоге финальным был всероссийский турнир «Бесков и его команда», после которого позвонили и сообщили, что Литвинов зачислен в спартаковскую академию. В июле 2018 года выпустился из академии и перешёл в молодёжную команду «Спартака». 30 сентября 2018 года дебютировал в молодёжной команде в матче 9-го тура молодёжного первенства против «Ростова» (4:0), в этом матче вышел на замену на 87-й минуте вместо Дениса Глушакова. Первый мяч за «молодёжку» забил 24 апреля 2019 года в матче 25-го тура молодёжного первенства против тульского «Арсенала» (5:0). В сезонах 2018/19 и 2019/20 в молодёжном первенстве провёл 24 матча и забил 2 мяча.
Летом 2019 года начал привлекаться в фарм-клуб «Спартак-2». 20 августа 2019 года дебютировал в первенстве ФНЛ в матче 9-го тура против «Енисея» (2:0), в этом матче вышел на замену на 79-й минуте вместо Михаила Игнатова. Всего в сезоне 2019/20 провёл 7 матчей. Первый мяч за вторую команду забил 13 октября 2020 года в матче 15-го тура первенства ФНЛ 2020/21 против «Крыльев Советов» (1:2).
Удачно отыграв стартовый отрезок первенства ФНЛ 2020/21, начал привлекаться главным тренером Доменико Тедеско в основную команду. Дебютировал за «Спартак» 21 октября 2020 года в матче 3-го тура Кубка России против «Енисея» (0:1), в этом матче вышел на замену на 57-й минуте вместо Ильи Кутепова. 5 декабря 2020 года дебютировал в премьер-лиге в домашнем матче 17-го тура против «Тамбова» (5:1), в этом матче вышел на замену в компенсированное время ко второму тайму вместо Алекса Крала.
Свой первый мяч за «Спартак» забил 30 октября 2021 года в матче 13-го тура против «Ростова» (1:1). 7 февраля 2022 года продлил контракт с клубом до мая 2026 года. 4 марта 2023 года в матче чемпионата России против «Урала» (2:2) оформил дубль. Мяч, забитый на 75-й минуте матча в ворота екатеринбургского клуба был признан лучшим забитым мячом марта 2023 года в Российской премьер‑лиге. 16 июня 2023 года был признан лучшим молодым игроком «Спартака» в сезоне 2022/23. 31 июля 2024 года Литвинов провёл свой 100-й матч за «Спартак» во встрече группового этапа Кубка России 2024/25 против московского «Динамо» (3:0).

## Карьера в сборной
В августе 2017 года был впервые вызван Леонидом Аблизиным в сборную России до 17 лет, за которую провёл 4 матча. В августе 2018 года был вызван Александром Кержаковым в сборную России до 18 лет, за которую провёл 19 матчей и забил 5 мячей. Осенью 2019 года провёл 7 матчей за сборную России до 19 лет. Летом 2019 года провёл 5 матчей в составе сборной России до 20 лет под руководством Олега Лёвина.
В ноябре 2020 года впервые был вызван в молодёжную сборную под руководством Михаила Галактионова. Дебютировал за молодёжную сборную 17 ноября 2020 года в товарищеском матче против молодёжной сборной Словении (2:2), в этом матче вышел на замену на 71-й минуте вместо Михаила Игнатова.
3 ноября 2022 года впервые был включён Валерием Карпиным в расширенный состав сборной России на ноябрьский учебно-тренировочный сбор. 7 ноября 2022 года был включён в окончательный состав сборной, тем самым впервые получив вызов в национальную команду. Дебютировал за главную сборную России 20 ноября 2022 года в товарищеском матче против сборной Узбекистана (0:0), провёл на поле всю игру и был признан лучшим игроком матча в составе россиян.

## Личная жизнь
Отец — Литвинов Роман Петрович (1976 г. р.), бывший футболист, вратарь. Был запасным вратарём в воронежском «Факеле» в сезоне 1997.

## Достижения

### Командные
«Спартак» (Москва)
- Серебряный призёр чемпионата России: 2020/21[27]
- Бронзовый призёр чемпионата России: 2022/23
- Обладатель Кубка России: 2021/22
- Финалист Суперкубка России: 2022

### Личные
- Лучший молодой игрок «Спартака» в сезоне: 2022/23[17]
- Лауреат национальной премии РФС «33 лучших игрока сезона»: 2022/23 (№ 2)[28]

## Статистика

### Клубная
| Выступление      | Выступление      | Выступление      | Лига | Лига | Кубки | Кубки | Еврокубки | Еврокубки | Итого | Итого |
| Клуб             | Лига             | Сезон            | Игры | Голы | Игры  | Голы  | Игры      | Голы      | Игры  | Голы  |
| ---------------- | ---------------- | ---------------- | ---- | ---- | ----- | ----- | --------- | --------- | ----- | ----- |
| Спартак (Москва) | Премьер-лига     | 2020/21          | 6    | 0    | 1     | 0     | —         | —         | 7     | 0     |
| Спартак (Москва) | Премьер-лига     | 2021/22          | 19   | 2    | 4     | 0     | 4         | 0         | 27    | 2     |
| Спартак (Москва) | Премьер-лига     | 2022/23          | 25   | 3    | 9     | 0     | —         | —         | 34    | 3     |
| Спартак (Москва) | Премьер-лига     | 2023/24          | 24   | 0    | 7     | 0     | —         | —         | 31    | 0     |
| Спартак (Москва) | Премьер-лига     | 2024/25          | 21   | 0    | 10    | 0     | —         | —         | 31    | 0     |
| Спартак (Москва) | Премьер-лига     | 2025/26          | 5    | 0    | 2     | 1     | —         | —         | 7     | 1     |
| Спартак (Москва) | Итого            | Итого            | 100  | 5    | 33    | 1     | 4         | 0         | 137   | 6     |
| → Спартак-2      | ФНЛ              | 2019/20          | 7    | 0    | —     | —     | —         | —         | 7     | 0     |
| → Спартак-2      | ФНЛ              | 2020/21          | 24   | 2    | —     | —     | —         | —         | 24    | 2     |
| → Спартак-2      | ФНЛ              | 2021/22          | 4    | 1    | —     | —     | —         | —         | 4     | 1     |
| → Спартак-2      | Итого            | Итого            | 35   | 3    | —     | —     | —         | —         | 35    | 3     |
| Всего за карьеру | Всего за карьеру | Всего за карьеру | 135  | 8    | 33    | 1     | 4         | 0         | 172   | 9     |

### Сборная
| Матчи и голы Руслана Литвинова за сборную России | Матчи и голы Руслана Литвинова за сборную России | Матчи и голы Руслана Литвинова за сборную России | Матчи и голы Руслана Литвинова за сборную России | Матчи и голы Руслана Литвинова за сборную России | Матчи и голы Руслана Литвинова за сборную России | Матчи и голы Руслана Литвинова за сборную России |
| ------------------------------------------------ | ------------------------------------------------ | ------------------------------------------------ | ------------------------------------------------ | ------------------------------------------------ | ------------------------------------------------ | ------------------------------------------------ |
| №                                                | Дата                                             | Оппонент                                         | Счёт                                             | Голы                                             | Соревнование                                     |                                                  |
| 1                                                | 20 ноября 2022                                   | Узбекистан                                       | 0:0                                              | —                                                | Товарищеский матч                                |                                                  |
| 2                                                | 23 марта 2023                                    | Иран                                             | 1:1                                              | —                                                | Товарищеский матч                                |                                                  |
| 3                                                | 26 марта 2023                                    | Ирак                                             | 2:0                                              | —                                                | Товарищеский матч                                |                                                  |
| н/о                                              | 12 сентября 2023                                 | Катар                                            | 1:1                                              | —                                                | Товарищеский матч                                |                                                  |
| 4                                                | 5 сентября 2024                                  | Вьетнам                                          | 3:0                                              | —                                                | Товарищеский матч                                |                                                  |
| 5                                                | 25 марта 2025                                    | Замбия                                           | 5:0                                              | —                                                | Товарищеский матч                                |                                                  |

Итого: 5 матчей; 3 победы, 2 ничьи, 0 поражений.